# The Cheat Report
The Cheat Report ist eine deutsche Mockumentary aus dem Jahr 2006. Regie führte Daniel P. Schenk, produziert wurde der Film von seiner Firma Fallendream Media in Zusammenarbeit mit Timaxx Entertainment. Der Film ist das zweite große selbstständige Projekt von Daniel P. Schenk, das sich mit dem E-Sport beschäftigt. Um genauer zu sein, geht es um die fiktive Darstellung der Kultur des Cheatens.

## Handlung
Erzählt wird aus der Sicht eines fiktiven Kamerateams, das die Geschichte und die Kultur des Cheatens im E-Sport in einer Dokumentation festhalten will. Dabei beginnen sie so weit in der Frühzeit, dass sie sogar Beweise für das Betrügen in der Steinzeit finden. Anschließend begleitet der Zuschauer das Team in die Gegenwart, in der gezeigt wird, wie ausgeprägt das Cheaten in der E-Sport-Szene bereits ist. Unter anderem wird ein Dealer auf der Straße interviewt, der Cheats im selben großen Stil wie Drogen verkauft. Eine der größten Errungenschaften, die das Team auf Zelluloid brennen konnte, sind die Aufnahmen einer Cheatersekte bei einem heimlichen Treffen, bei dem sie Rituale abhalten um möglichst gute Cheats von ihrem Gott zu bekommen. Auch Wissenschaftler melden sich zu dem Thema zu Wort. Sie sagen aus, dass sie ein sogenanntes Cheater-Gen entdeckt haben, das vererbt werden kann. Dieses Gen bringt die Leute einfach dazu, sich der Technik des Cheatens hinzugeben, ohne dass sie sich wehren können. Jedoch wurde die Gefahr des Mogelns erkannt und sogar der Staat versucht, etwas gegen die große und schnelle Ausbreitung zu unternehmen. Die Firma Raptoxx hat eine SEK-ähnliche Einheit gegründet: Das PACT. 
PACT steht für Physical Anti-Cheat Tool und geht genauso wie das SEK mit Strategie und Waffeneinsatz gegen Cheater vor. Auch einen solchen Einsatz durfte das Kamerateam begleiten und bekommt es aktiv mit, wie der Kampf gegen das Cheaten aufgenommen wurde.

## Auszeichnungen
Daniel P. Schenk nahm mit seinem Werk an den Rookie Awards 2008 auf Sevenload teil. Dort belegte der Film den zweiten Platz.

## Hintergrund
Daniel P. Schenk wollte nach dem überraschenden Erfolg seines Erstlingswerkes A Gamer’s Day einen weiteren Film der E-Sport-Szene widmen, die ihm diesen Erfolg erbracht hatte. Dazu entstand aus seiner Feder das Drehbuch zu The Cheat Report. Dank der finanziellen Unterstützung durch Timaxx Entertainment und RaptoxX war es ihm auch möglich dieses Projekt umzusetzen. Anschließend wurde der Film im Februar 2006 exklusiv auf der Film-eigenen Homepage zum kostenpflichtigen Download veröffentlicht. Der Film kostete 3,50 Euro und war zunächst mit dem Kopierschutz DRM versehen. Später wurde er auf diversen Plattformen veröffentlicht, unter anderem ist er heute auf YouTube und im Programm von Amazon Prime zu finden.

## Kritik
The Cheat Report ist eine fiktive Dokumentation, im Filmjargon Mockumentary genannt, welche wie auch schon der erste Teil A Gamer’s Day von den meisten sehr positiv aufgenommen wurde und für einen relativ unbekannten Regisseur eine große Aufmerksamkeit in der Szene zur Folge hatte. Besonders war auch der Auftritt der bekannten Stimme von Joachim Kerzel, welcher schon länger für seine Stimme in vielen Dokumentationen bekannt ist und dem Film eine gewisse Ernsthaftigkeit gegeben hat.

„Was Regisseur Daniel P. Schenk aus einer sicherlich simplen Idee mit seinem beschränkten Budget herausholt, ist sensationell. Die Laienschauspieler vollbringen unter seiner Leistung kleine Wunder, die Stimme von Joachim Kerzel kann wunderbar als Ersatz für Egon Hoegen (Siebter Sinn, Staplerfahrer Klaus) durchgehen. Durch abwechslungsreiche Locations und zahlreiche, aber unaufdringliche visuelle Spielereien entsteht während den 50 Minuten Laufzeit nie Langeweile, das Ende kommt eher überraschend schnell. Schenk beweist ein gutes Auge für Einstellungen und Schnitt. Dass er sich fleißig in der Filmgeschichte bedient kann man ihm kaum vorwerfen, was der Film erreichen will macht er gut. Da lassen sich Historisches Cheaten auch vereinzelte Peinlichkeiten des Drehbuchs verschmerzen. Wer mit Kurzfilmen von Nachwuchsfilmern vertraut oder offen für filmische Einflüsse aller Art ist, sollte sich ‚The Cheat Report‘ nicht entgehen lassen. Überkritische Geister dürften allerdings keine Freude daran haben.“

## Video
Das Video ist auf Amazon Prime abrufbar.